# The Girl Next Door (film, 2004)
Pour les articles homonymes, voir The Girl Next Door.
Pour plus de détails, voir Fiche technique et Distribution.
The Girl Next Door ou La Fille d'à côté est un film américain réalisé par Luke Greenfield, sorti en 2004.

## Synopsis
Matthew Kidman, jeune lycéen banal, sympathise avec sa nouvelle voisine, la magnifique Danielle Clark. Il se rend compte par la suite, que sa chaleureuse voisine est une ex-star du X, sa vie paisible devient au fur et à mesure sexuellement et moralement incontrôlable.

## Fiche technique
- Titre original et français : The Girl Next Door
- Titre québécois : La Fille d'à côté
- Scénario : David Wagner, Brent Goldberg, Stuart Blumberg
- Musique : Paul Haslinger
- Production : Charles Gordon, Harry Gittes et Marc Sternberg
- Sociétés de distribution : 20th Century Fox (États-Unis) ; UFD (France)
- Lieux de tournage : Los Angeles, College of the Canyons (Valencia/Californie), Long Beach, Santa Clarita
- Langue : anglais
- Format : couleur - son Dolby Digital DTS - 1,85:1 - 35 mm
- Genre : comédie
- Durée : 109 minutes
- Dates de sortie :
  - États-Unis : 9 avril 2004
  - France :
    - 29 décembre 2004 (en salles)
    - 29 juin 2005 (en DVD)

## Distribution
- Emile Hirsch (VF : Christophe Lemoine) : Matthew Kidman
- Elisha Cuthbert (VF : Caroline Lallau) : Danielle 'Dany' Clark  aka Athena
- Timothy Olyphant (VF : Emmanuel Curtil) : Kelly Simon
- Chris Marquette (VF : Mael Davan-Soulas) : Eli Brooks
- Paul Dano (VF : Stanislas Forlani) : Tim Klitz
- James Remar (VF : Jean-Claude De Goros) : Hugo Posh
- Amanda Swisten : April
- Sung Hi Lee (VF : Dorothée Pousseo) : Ferrari
- Jacob Young (VF : Adrien Antoine) : Hunter
- Brian Kolodziej : Derek
- Brandon Irons (VF : Donald Reignoux) : Troy
- Autumn Reeser : Jane
- Olivia Wilde (VF : Caroline Pascal) : Kellie
- Timothy Bottoms (VF : Jean-Yves Chatelais) : Monsieur Kidman
- Donna Bullock (VF : Véronique Augereau) : Madame Kidman
- Harris Laskaway (VF : Féodor Atkine) : Monsieur Salinger, conseiller d'éducation
- Julie Osburn (VF : Dorothée Jemma) : Jeannie
- Richard Fancy (en) (VF : Georges Caudron) : Monsieur Peterson
- Matt Wiese (VF : Sylvain Lemarié) : Mule
- Alonzo Bodden (VF : Thierry Desroses) : Steel

## Sortie et accueil
Le film a obtenu des critiques mitigées à sa sortie, obtenant un taux d'approbation de 56 % d'opinions favorables sur le site Rotten Tomatoes, basé sur 160 critiques collectées et un score moyen de 4,8⁄10, tandis qu'il obtient un score de 47⁄100 sur le site Metacritic, sur la base de 32 critiques collectées.
Dans son consensus, Rotten Tomatoes note que le long-métrage « s'inspire beaucoup de Risky Business », tout en notant que Emile Hirsch et Elisha Cuthbert sont des « protagonistes attrayants ».
En France, l'accueil est également mitigé, obtenant une moyenne de 2,9⁄5, sur le site AlloCiné, qui a recensé 11 titres de presse.

Au box-office, le film est un échec commercial, ne rapportant que 14 589 444 $ aux États-Unis, où il fut distribué dans 2 148 salles, après un faible démarrage à 6 003 806 $ de recettes pour son premier week-end d'exploitation, ce qui lui vaut d'être à la dixième place du box-office américain à cette période. Les recettes internationales atteignent 17 045 706 $, pour un cumul de 31 635 150 $. Les raisons probables du flop de The Girl Next Door peuvent s'expliquer par la campagne marketing de la 20th Century Fox, qui l'a bâclé avec des publicités qui ont aliéné le public masculin de 18 à 30 ans et ont plutôt attiré l'intérêt des jeunes adolescentes, qui ne pouvaient même pas acheter un ticket. 

« Notre film était un tel défi, car nous sommes chez 20th Century Fox, qui à l'époque était un studio très conservateur. L'idée qu'ils devaient aller là-bas et vendre un film classé R sur des adolescents et sur un enfant tombant amoureux d'une star du porno ? Ils ont essayé. Ils ont dépensé de l'argent. Ils ne savaient pas comment s'y prendre. Je suis entré là-bas et j'ai essayé de couper des bandes-annonces aussi. Nous avions travaillé avec certains des meilleurs monteurs de bandes-annonces. Au final, ce qui est vraiment drôle, c'est que - tout le monde le sait, personne n'est en faute - le marketing a détruit le film,. »

— Luke Greenfield, réalisateur de The Girl Next Door.
L'accueil critique tiède de la presse a entraîné un bouche-à-oreille défavorable, avec des débuts au box-office en deçà des attentes, malgré une bonne réception du public et une forte chute aux fils des semaines durant toute son exploitation. The Girl Next Door fait partie de la liste des échecs commerciaux des films sortis durant le week-end de Pâques 2004 comme Alamo, Mon voisin le tueur 2, Ella au pays enchanté et Johnson Family Vacation.
En France, le long-métrage, sorti durant les fêtes de fin d'année huit mois après la sortie américaine, passe également inaperçu, se contenant de démarrer avec 80 626 entrées pour sa première semaine pour finir avec 141 534 entrées en fin d'exploitation.
Malgré l'accueil critique et commercial initial, The Girl Next Door a acquis au fil des années le statut de film culte,,,
.

## Bande originale
- Introduction : Queen & David Bowie - Under Pressure
- Matthew reçoit la lettre d'admission à Georgetown : Elliott Smith - Angeles
- Matthew se dirige vers sa voiture (il sort de West Port High chool) : Paul Haslinger - Carpe Beachum
- Matthew arrive devant chez lui avec sa voiture : Tangerine Dream - Love On A Real Train
- Matthew voit Danielle en sortant de chez lui : Echo and the Bunnymen - The Killing moon
- Matthew voit Danielle par sa fenêtre : Paul Haslinger - Peeping Matt
- Matthew court nu avec un pneu : Harry Nilsson - Jump Into The Fire
- Matthew & Danielle sont au café : Thunderclap Newman - Something In The Air
- Matthew quitte sa classe pour passer la journée avec Danielle : Filter - Take A Picture
- Matthew & Danielle sont dans la piscine : Paul Haslinger - The End
- Matthew & Danielle, Klitz et Eli vont à la soirée : Overseer - Slayed
- Matthew se dirige pour embrasser Danielle : Dilated Peoples - No Retreat
- Matthew & Danielle s'embrassent : David Gray - This Year Love
- Matthew marche dans le couloir du lycée : Sloan - If It Feels Good Do It
- Dans la salle vidéo avec la mascotte des Cougars : Fantastic Plastic Machine - Electric Lady Land
- Matthew a des hallucinations sur le comportement de Danielle avec ses parents : Porno Sonic (en) - Dick Dagger's Theme
- Avant qu’ils aillent à l’hôtel (Plan D'Eli) : Paul Haslinger – The Plan
- Dans la chambre : Paul Haslinger - The End
- Danielle insulte Matthew à la sortie du motel : Satchel - Suffering
- Première apparition de Kelly à l’écran : Youth Of Today (en) - Break Down the Walls
- Arrivé au strip club : Monster Magnet - Dopes To Infinity
- Matthew, Danielle & Kelly s'installent à la table du strip club : Sneaker Pimps - Spin Spin Sugar
- Matthew et M.Patterson (Lap dance des stripteaseuses) : Pepe Deluxé - Big Muff
- Danielle part pour Las Vegas en voiture avec Kelly : Red House Painters - Song For a Blue Guitar
- Matthew, Klitz & Keli en route pour Las Vegas : 2 Unlimited - Twilight Zone
- Entrée au festival des adultes à Las Vegas : Methods of Mayhem - Get Naked
- Matthew voit Athena (Danielle) & April, Ferrari : Looper - Mondo '77
- Juste après que Kelly s'énerve contre Matthew : Ralph Myerz and the Jack Herren Band (en) - Think Twice
- Course-poursuite avec la Mule : B.G. The Prince Of Rap - This Beat is Hot
- Matthew donne à Danielle le dessin / Retour de Las Vegas : Pete Yorn - Turn Of The Century
- Matthew suivi par l'oiseau / En route pour le dîner : James Gang - Funk #49
- Matthew délire lors de la réception : Patti LaBelle - Lady Marmelade
- Matthew parle de sa fibre morale : ???
- La bourse de Georgetown n'est pas attribuée à Matthew : Mogwai - Christmas Song
- Kelly a volé l'argent de Sam Niang : Lynyrd Skynyrd - Sweet Home Alabama
- Matthew réalise que l’argent a disparu : Paul Haslinger – Bankmeltdown
- Les deux pornstars arrivent à l’aéroport : Marvin Gaye - What's Going On
- Rendez-vous avec Danielle, April et Ferrari : Muddy Waters - Mannish Boy
- April & Ferrari s'embrassent dans la limousine : Groove Armada - Purple Haze
- Au Bal de promo : NERD - Lapdance
- Danielle et Matthew dansent : The Verve - Lucky Man
- Matthew pense a Danielle (flashback) : Josh Rouse - Sparrows Over Birmingham
- Ils partent du Bal de promo / dans la limousine : Donovan - Atlantis
- Matthew et Danielle dans la limousine : David Gray - This Year's Love
- Les Parents de Matthew devant la télévision (Fin) : The Who - Baba O'Riley (a.k.a Teenage Wasteland)
- Générique de fin 1 : Binocular - Maybe You're Gone
- Générique de fin 2 : Alastair Binks - One Fine Day